# Tiranía de las pequeñas decisiones
La tiranía de las pequeñas decisiones se refiere a un fenómeno explorado en un ensayo del mismo nombre, publicado en 1966 por el economista estadounidense Alfred E. Kahn. El artículo describe una situación en la que una serie de decisiones, individuales y relativamente pequeñas en tamaño y tiempo, acumulativamente producen un resultado que no es óptimo ni deseado. Se trata de una situación en la que una serie de pequeñas decisiones, individualmente racionales puede cambiar negativamente el contexto de las elecciones subsiguientes, hasta el punto donde las alternativas deseadas son irreversiblemente destruidas. Kahn describió el problema como algo común en la economía de mercado, que puede conducir a un fallo de mercado. El concepto se ha extendido a otras áreas de la economía, tales como la degradación del medio ambiente, las elecciones políticas y problemas de salud pública.
Un ejemplo clásico de la tiranía de las pequeñas decisiones es la tragedia de los bienes comunes, descrito por Garrett Hardin en 1968 como una situación en la que un número de los pastores lleva a pastar sus vacas en un pastizal común. Los pastores llevan a cabo actos independientes en lo que ellos perciben como su propio autointerés racional, en última instancia, agotando los recursos limitados en el pastizal, a pesar de que está claro que no está en su interés a largo plazo o de cualquier pastor que esto suceda.